# 李樑
李樑（이량，1519年—1563年），本貫全州李氏，字公擧（공거）。韓國朝鮮王朝的時期王族，儒學者和政治人物。朝鮮太宗的次男孝寧大君李補的五代孙，朝鮮明宗妃仁順王后沈氏（인순왕후심씨）和沈義謙（심의겸），沈忠謙兄弟的舅父。

## 著作
- 《龍蛇日記》（용사일기）
- 《文殊志》（문수지）
- 《四姓綱目》（사성강목）